# 天地正教
天地正教（日语：てんちせいきょう），成立於日本北海道帶廣市，由創教者川瀨加代所創。為一結合佛教彌勒信仰與基督教的新興宗教。台灣由中華天地正教總會所傳承。

## 緣起
川瀨加代自稱被天啟，說，你就是要創立天運教的人。然而告知旁人均不被重視。後進入精神病院醫治。隨後，以百日日参的儀式行為號召他人一同修行。1963年，信者重整為富士會，供奉八大龍神、馬頭觀音、弘法大師等。其曾自稱受弘法大師神靈的教導。

## 概要
川瀨早年信仰統一教，後自立天運教，1988年改名天地正教。以彌勒信仰為中心，尊彌勒佛為教祖。被批評為統一教的另一分支。信仰者多為主婦階層。1998年，內部產生衝突；原新谷身旁的幹部懷疑統一教的吸收獻金方式、韓國和日本的統一教幹部擁有掌控權、天運教原幹部不悅，12人發出請願書要求調查給文鮮明的世界日報的財務和獻金，新谷未接受。松波孝幸取消會長制度，連署的12人遭到降職。1999年，該社團解散。2000年後，該教信徒由統一教接收；後天地正教名存實亡。

## 傳承
編注*為日本**為台灣。
- 川瀨加代
- 新谷静江
- 松波孝幸
  - 張貴信
  - 齊自欣

## 特色
該教擁有獨立的宗教經典，且提倡家庭幸福，敬天敬地和愛人。廣納各宗教，信奉彌勒，耶穌基督，和保持日本佛教的教誨。

## 台灣發展
- 1987年故總統蔣經國取消戒嚴令。
- 1997年參訪日本總本部天聖所後有欲請法回台。
- 1999年日本天地正教來台傳教。
- 2001年於內政部申請為合法宗教團體。
- 2006年致力於本土化翻譯工作。
- 2008年進行跨宗教對話。
- 2015年進行社區家庭總體營造。

## 爭議
與靈石同好會，統一教一般號稱一只幸福的壺(或多寶塔，靈石)可帶來好運。原告主張其透過靈感商法斂財，有人偽裝高興收到該物品，好藉此出售商品。